# 李鹏飞 (1964年)
李鹏飞（1964年8月—），男，汉族，吉林磐石人，中华人民共和国政治人物，在职研究生学历。

## 履历
1987年7月，李鹏飞参加工作，2003年5月加入中国共产党。2002年9月开始在磐石市工作，历任磐石市市长助理、磐石经济开发区管委会主任、磐石市副市长、磐石经济开发区党工委书记、磐石市委常委兼常务副市长职务。
2011年8月，李鹏飞任吉林化工循环经济示范园区党工委副书记和管委会常务副主任，2013年8月兼任吉林市龙潭区委副书记。2015年11月，李鹏飞来到舒兰市，并于2018年6月出任中共舒兰市市委书记，2020年5月因抗击疫情不力被免去市委书记职务。2021年7月，李鹏飞复出，任中共吉林市委副秘书长。

## 落马
2022年2月，李鹏飞因涉嫌严重违纪违法，接受纪律审查和监察调查。
2022年9月30日，吉林市纪委监委对李鹏飞严重违纪违法问题进行了立案审查调查，并开除党籍和公职。
2023年4月27日，吉林市纪委监委通报李鹏飞违规收受礼金问题，其中透露李鹏飞在任龙潭区委副书记，舒兰市委副书记、市长，舒兰市委书记，吉林市委副秘书长等职务期间，违规收受礼金共计96万元，此外还存在其他严重违纪违法问题。